# Sumedangan
Sumedangan is een bestuurslaag in het regentschap Pamekasan van de provincie Oost-Java, Indonesië. Sumedangan telt 3094 inwoners (volkstelling 2010).